# W (serviço de metrô de Nova Iorque)

Serviço W
(Broadway Local)

Serviço W (Broadway Local) é um serviço fechado de trânsito rápido do metrô de Nova Yorque. Foi inaugurado em 17 de dezembro de 2001; o último trem deixou a estação Whitehall Street – South Ferry com destino ao Astoria – Ditmars Boulevard em 22:50, em 5 de junho de 2010.
Sobre os sinais de estações e de rota, e no mapa do metrô oficial deste serviço foram marcados por uma etiqueta amarela (), porque em Manhattan esta rota utiliza a linha BMT Broadway Line. Este serviço tinha 23 estações em operação.